# Aleksandr Jakowlew (polityk)
Aleksandr Nikołajewicz Jakowlew (ros. Александр Николаевич Яковлев; ur. 2 grudnia 1923 koło Jarosławia, zm. 18 października 2005 w Moskwie) – rosyjski ekonomista i działacz komunistyczny. Intelektualista, pomysłodawca pieriestrojki, doradca Michaiła Gorbaczowa.
Był wysoko postawionym funkcjonariuszem aparatu propagandy komunistycznej. Z powodu opublikowanego w 1972 artykułu „Przeciw antyhistoryzmowi”, odebranego jako zakamuflowana krytyka nacjonalistycznych i antysemickich tendencji w KPZR, usunięty ze stanowisk. Następnie został ambasadorem ZSRR w Kanadzie. Po dojściu do władzy Gorbaczowa sekretarz do spraw ideologii KC KPZR. Przygotowywał publiczny wizerunek Gorbaczowa, zaś o jego skuteczności świadczy zjawisko tzw. „gorbimanii” na Zachodzie w latach 80. XX wieku. Był także inicjatorem polityki głasnosti, tzn. liberalizacji cenzury. Deputowany do Rady Najwyższej ZSRR 11 kadencji, deputowany ludowy ZSRR.
W miarę rozwoju reform stawał się stopniowo coraz większym krytykiem systemu radzieckiego, aż do całkowitego potępienia komunizmu jako doktryny i systemu politycznego.
Po rozpadzie ZSRR był przewodniczącym komisji do spraw rehabilitacji ofiar komunizmu (od 1992). Badał okoliczności śmierci Raoula Wallenberga, zamordowanego przez Sowietów. Dzięki Jakowlewowi za prezydentury Borysa Jelcyna w Rosji ruszyły badania archiwów katyńskich, skutecznie ograniczane za prezydentury Władimira Putina.

## Odznaczenia
Niektóre z odznaczeń otrzymanych przez Jakowlewa:
- Order „Za zasługi dla Ojczyzny” II klasy (2 grudnia 1998)
- Order Rewolucji Październikowej (4 czerwca 1971)
- Order Czerwonego Sztandaru
- Order Czerwonego Sztandaru Pracy (×3)
- Order Przyjaźni Narodów (1 grudnia 1983)
- Order Wojny Ojczyźnianej I klasy
- Order Czerwonej Gwiazdy (13 stycznia 1946)
- Order Krzyża Ziemi Maryjnej (Estonia)
- Order Wielkiego Księcia Giedymina (Litwa)
- Order Trzech Gwiazd (Łotwa)
- Order Wyzwoliciela (Wenezuela)
- Order Zasługi Republiki Federalnej Niemiec

Jakowlew gościł w Polsce wiele razy. W 2005 roku prezydent Aleksander Kwaśniewski odznaczył go Krzyżem Komandorskim Orderu Zasługi Rzeczypospolitej Polskiej.